# Épisode de la vie d'un auteur
Épisode de la vie d'un auteur est une pièce de théâtre (un « impromptu ») en un acte de Jean Anouilh, écrite en 1948 et créée à la Comédie des Champs-Élysées (Paris) le 4 novembre 1948 dans une mise en scène de Roland Piétri et des décors et costumes de Jean-Denis Malclès. Elle y est jouée en lever de rideau d'Ardèle ou la Marguerite.
Elle fait partie des Pièces farceuses avec Chers zoiseaux (1974), La Culotte (1976) et Le Nombril (1980).

## Distribution originale
- Claude Sainval : l'auteur
- Héléna Manson : Ardèle
- Héléna Manson : Madame Bessarabo
- René Marjac : le premier plombier
- Roger Lauran : le deuxième plombier
- Suzanne Bernard : la bonne
- Denyse Réal : la mère
- Jean Daguerre : la surette
- Jean Daguerre : l'homme en noir
- Jean Vallienne : le contrôleur
- Jean Vallienne : Gontran
- Georges Patin : l'ami
- Simone Logeart : la dame
- Jean-Paul Roussillon : le photographe
- Denise Perret : Clotilde
- Michel Herbault ou Jacques Castelot : Gaston